# Comitato Olimpico Croato
Il Comitato Olimpico Croato (noto anche come Hrvatski olimpijski odbor in croato) è un'organizzazione sportiva croata, nata nel 1991 a Zagabria.
Rappresenta questa nazione presso il Comitato Olimpico Internazionale (CIO) dal 1993 e ha lo scopo di curare l'organizzazione e il potenziamento dello sport in Croazia e, in particolare, la preparazione degli atleti croati, per consentire loro la partecipazione ai Giochi olimpici. Il comitato, inoltre, fa parte dei Comitati Olimpici Europei.
L'attuale presidente dell'organizzazione è Zlatko Mateša, mentre la carica di segretario generale è occupata da Josip Čop.

## Presidenti
- Antun Vrdoljak (1991-2000)
- Zdravko Hebel (2000-2002)
- Zlatko Mateša (2002-)

## Associazioni partecipanti
- Federazione croata di Atletica
- Federazione croata di Badminton
- Federazione croata di Baseball
- Federazione croata di Biathlon
- Federazione croata di ciclismo
- Federazione croata di Bobsleigh e Skeleton
- Federazione croata di pugilato
- Federazione croata di Curling
- Federazione croata di sollevamento pesi
- Federazione croata di ginnastica
- Federazione croata di Hockey
- Federazione croata di Wrestling
- Federazione croata di Vela
- Federazione croata di Judo
- Federazione croata di Canoa
- Federazione croata di Skating
- Federazione croata equestre
- Federazione croata di pallacanestro
- Federazione croata di scherma
- Federazione croata di calcio
- Federazione croata di pallavolo
- Federazione croata di nuoto
- Federazione croata di pallamano
- Federazione croata di nuoto di fondo
- Federazione croata di hockey su ghiaccio
- Federazione croata di nuoto sincronizzato
- Federazione croata tuffi
- Federazione croata di sci
- Federazione croata di nuoto
- Federazione croata di softball
- Federazione croata di tennis tavolo
- Federazione croata di tiro con l'arco
- Federazione croata di tiro al volo
- Federazione croata di Taekwondo
- Federazione croata Tennis
- Federazione croata di Triathlon
- Federazione croata di pallanuoto
- Federazione croata canottaggio
- Federazione croata di penthatlon moderno
- Federazione croata di rugby a 15